# Station Harold Wood
Harold Wood is een spoorwegstation van National Rail in Havering in Engeland. Het station is eigendom van Network Rail en wordt beheerd door Transport for London.

## Geschiedenis
Harold Wood werd 1 december 1868 geopend aan de Great Eastern Railway tussen Londen en het oosten van Engeland. Het station kreeg twee versprongen perrons van hout, waarbij het perron staduitwaarts vanaf station Road en het andere vanaf Oak Road toegankelijk was. Aan de stadszijde van het noordelijke perron werd een seinhuis gebouwd dat de seinen en wissels naar de twee goederensporen aan de noordzijde en de spooraansluiting van de steenfabriek bewaakte. In 1934 werden twee doorgaande sporen aan de noordkant van de bestaande toegevoegd ten behoeve van het voorstadsverkeer terwijl de oude sporen vervolgens gebruikt werden voor sneldiensten die Harold Wood niet aandoen. Deze stopdiensten werden vanaf 1948 verzorgd door British Rail en vanaf de privatisering door metrolink.Harold Wood werd in de plannen van Crossrail opgenomen als onderdeel van de oosttak van hun Elizabeth line. De bouw van de Elizabeth line begon in 2008 en zou eind 2018 geopend worden. De Elizabeth line werd echter pas op 17 mei 2022 geopend, vooruitlopend hierop nam Transport for London (TfL) op 31 mei 2015 de diensten tussen Liverpool Street en Shenfield over onder de naam TfL Rail. De diensten ten oosten van Liverpool Street worden sinds 24 mei 2022 gereden onder de naam Elizabeth line. 

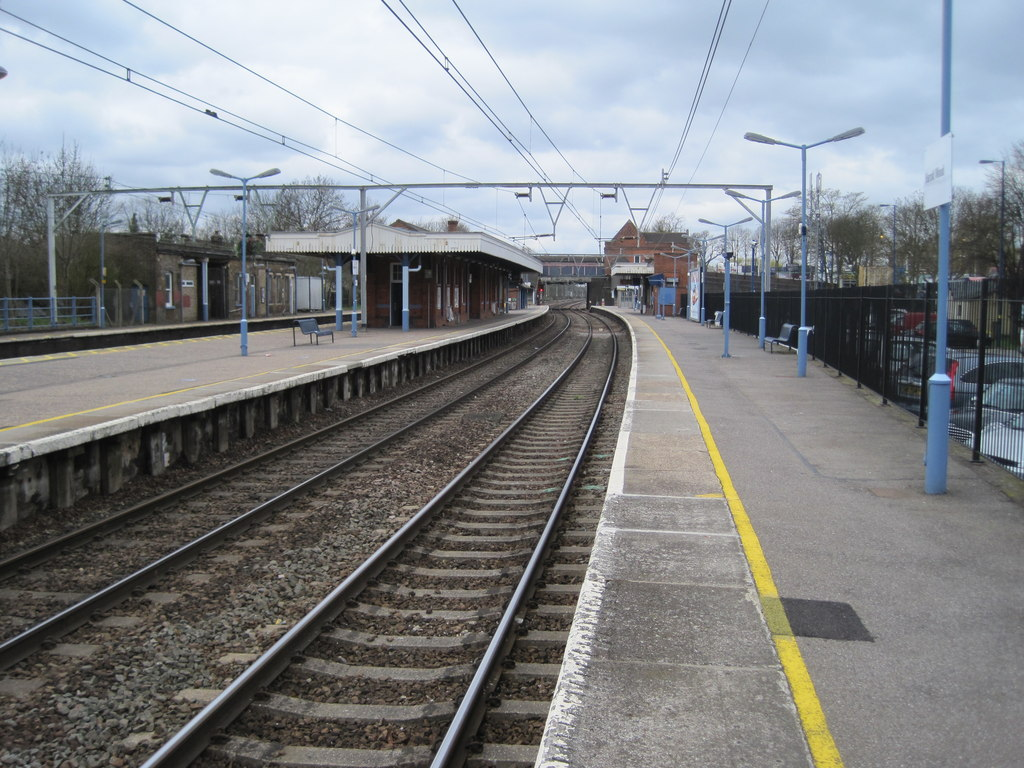
Het station gezien uit het oosten in 2013.
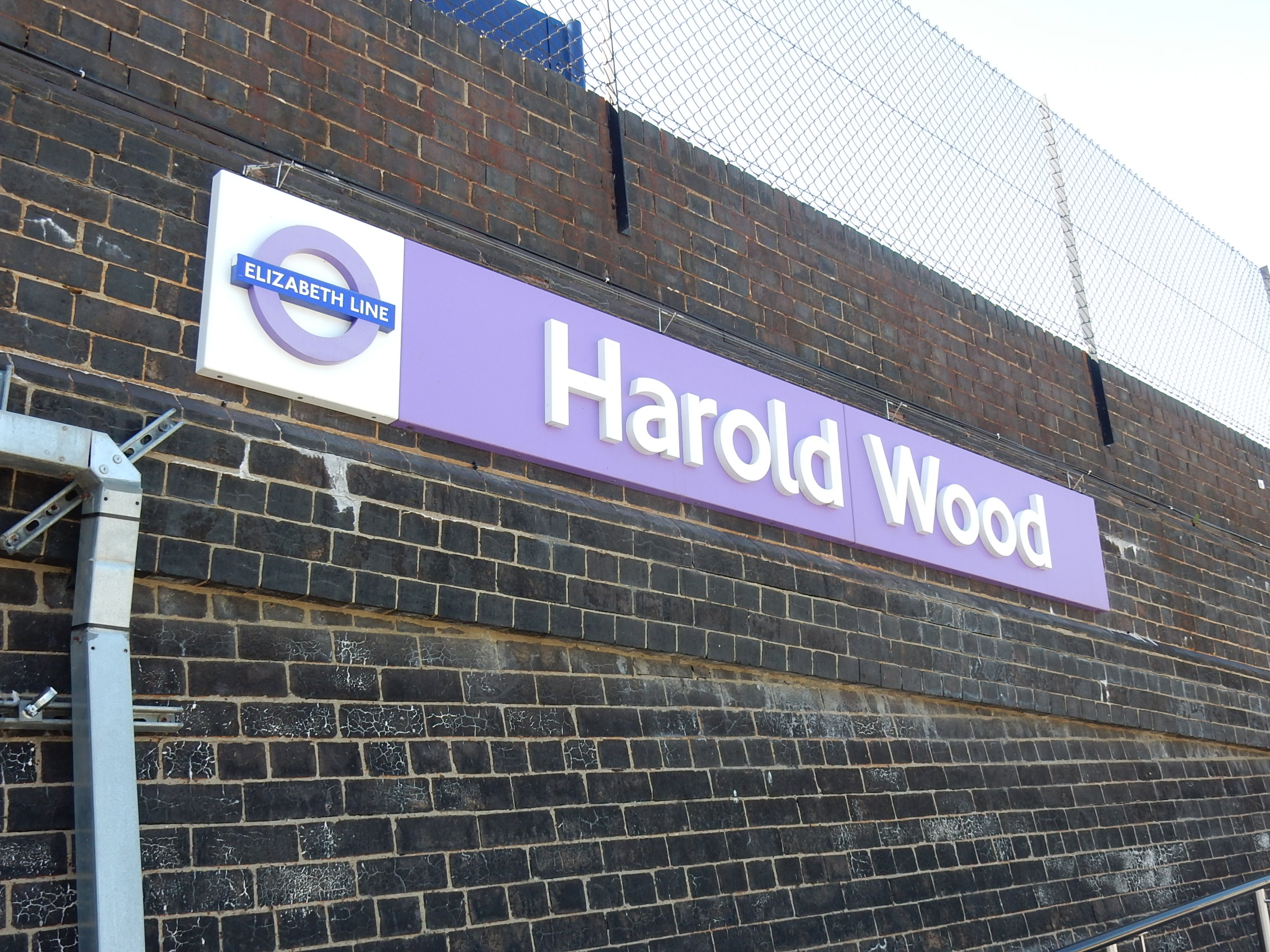
De stationsnaam in de huisstijl van de Elizabeth line.
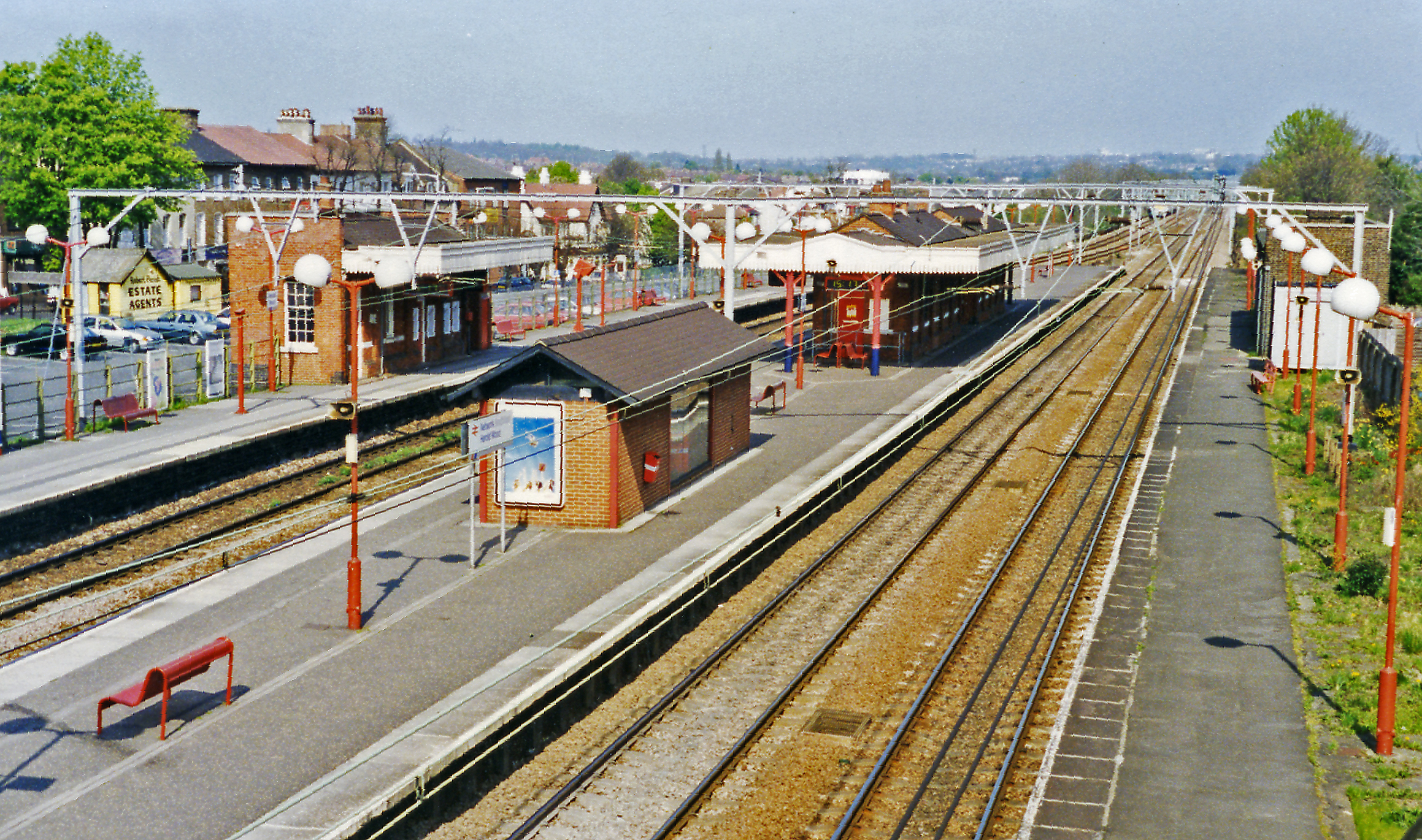
De perrons gezien vanaf de loopbrug aan de westkant.
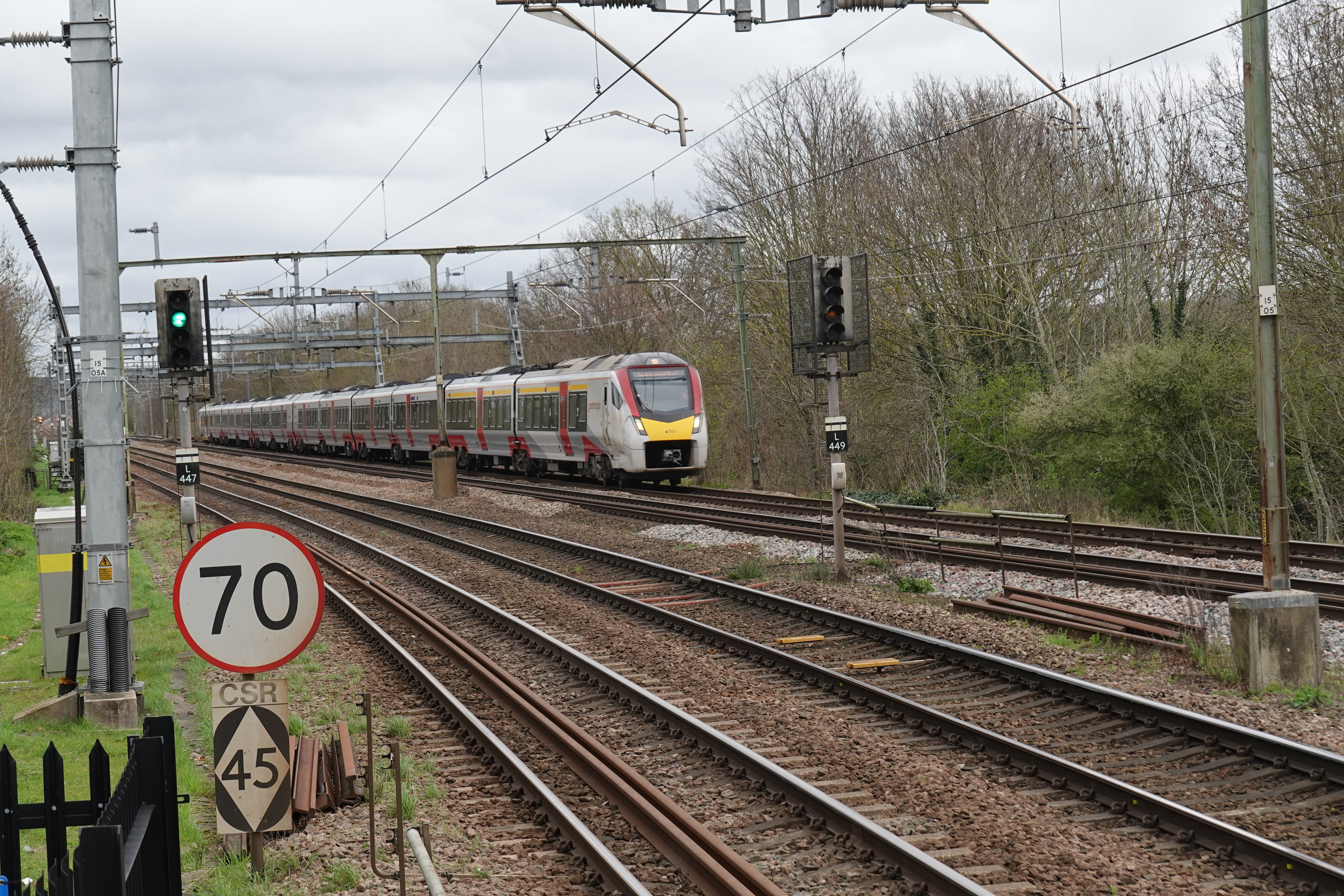
Doorgaande trein, 2024

## Ligging en inrichting
Harold Wood ligt in Romford in Engeland op 24,1 km ten oosten van Liverpool Street. In het kader van de spoorverdubbeling in 1934 werd ook een nieuw stationsgebouw opgetrokken langs de brug waarmee Gubbins Lane het spoor kruist. Het seinhuis werd verwijderd als onderdeel van deze werken waarbij de bediening van de nieuwe lichtseinen naar een centrale post voor het baanvak Gidea Park - Brentwood werd ondergebracht. De nieuwe perrons van prefab betondelen werden vlak ten oosten van het viaduct naast en tussen de sporen gelegd. De perrons, twee zij- en een eilandperron zijn met  vaste trappen en liften via een loopbrug met het stationsgebouw verbonden. De perrons langs de sporen voor de sneldienst zijn normaal gesproken gesloten en op het eilandperron scheidt een hek het deel van de Elizabeth line van het andere deel zodat reizigers niet langs de sporen van de sneldiensten kunnen komen.

## Reizigersdienst

### Elizabeth line
De reizigersdienst wordt verzorgd door de Elizabeth line met door de weeks acht en zondags zes ritten per uur in beide richtingen. Aanvankelijk moesten reizigers naar het westen overstappen in Liverpool Street om de reis voort te zetten, maar sinds 6 november 2022 rijden de treinen door tot Paddington via de tunnel tussen Stratford en Whitechapel, doorgaande ritten naar Reading respectievelijk Heathrow worden vanaf mei 2023 aangeboden. De treinen van Greater Anglia rijden het station in de normale dienst zonder stoppen voorbij.

### Busverbindingen
| Lijn | Route                                                                                |
| ---- | ------------------------------------------------------------------------------------ |
| 256  | Noak Hill - Harold Hill - Harold Wood - Emerson Park - Hornchurch                    |
| 294  | Havering Park - Collier Row - Romford - Gidea Park - Harold Wood - Harold Hill       |
| 347  | Romford - Gallows Corner - Harold Wood - Upminster - North Ockendon - South Ockendon |
| 496  | Romford - Gidea Park - Harold Hill - Harold Park - Harold Wood                       |